# Novoselivka, Sovietskîi
Novoselivka (în ucraineană Новоселівка) este un sat în comuna Ceapaiivka din raionul Sovietskîi, Republica Autonomă Crimeea, Ucraina.

## Demografie
Componența lingvistică a localității Novoselivka
     Rusă (90,63%)
     Romani (9,38%)
Conform recensământului din 2001, majoritatea populației localității Novoselivka era vorbitoare de rusă (90,63%), existând în minoritate și vorbitori de romani (9,38%).